# Gadmertal

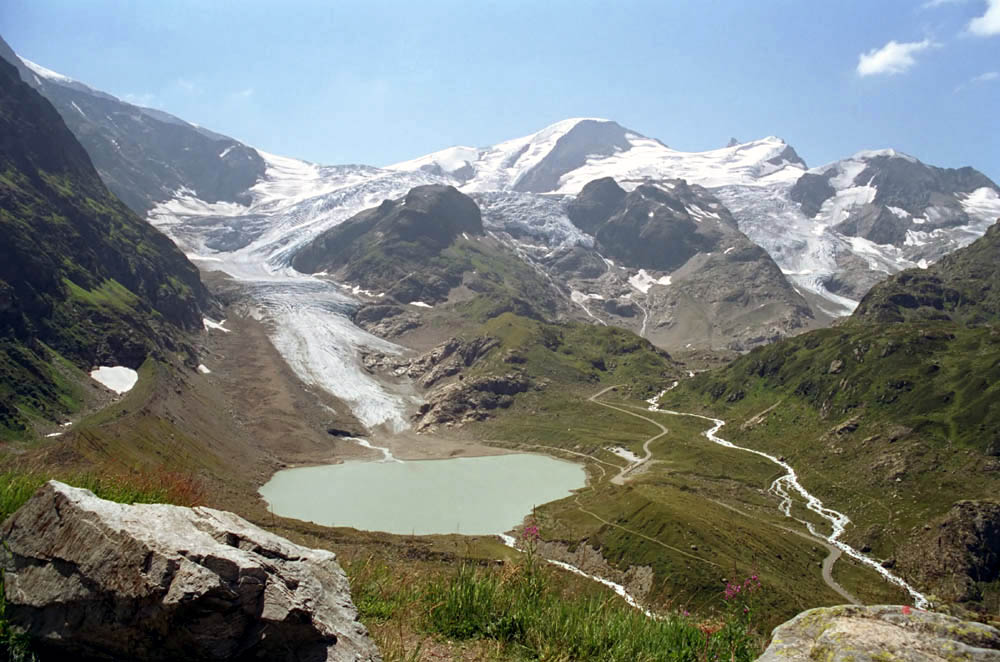
Blick aus dem Jahr 2003 vom Sustenpass zum Steinsee und Steingletscher, der sich seither wesentlich zurückgebildet hat.

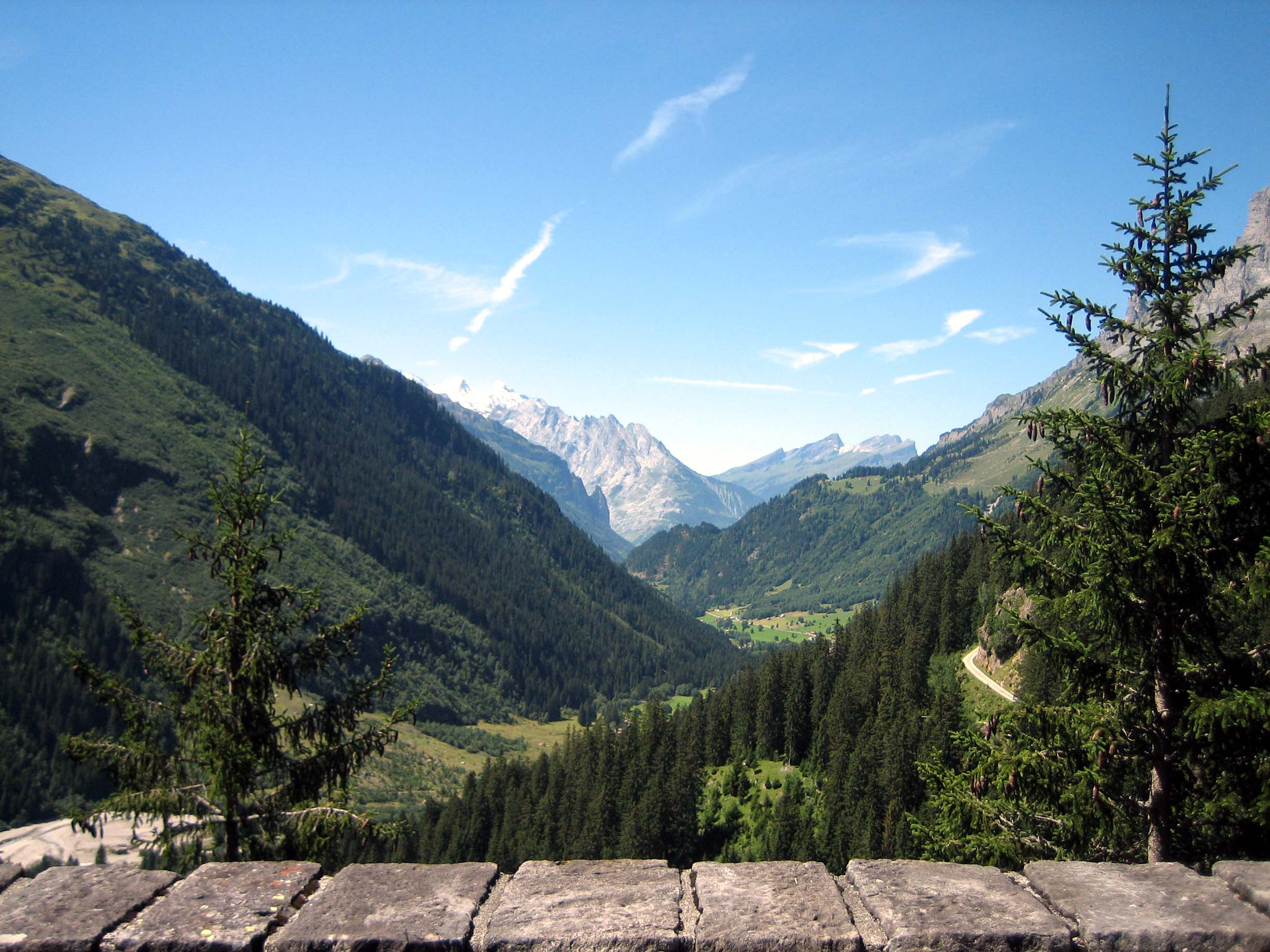
Gadmertal westwärts

Das Gadmertal (auch Gadmental) ist ein Tal zwischen dem Sustenpass im Osten und Innertkirchen im Westen, im Berner Oberland.

## Geographie
Das Gadmertal wird vom Gadmerwasser durchflossen, das bei Innertkirchen (Haslital) von Osten her in die Aare fliesst. Das Gadmerwasser wiederum wird hauptsächlich vom Wendenwasser gespeist, welches hauptsächlich aus dem Wendengletscher direkt unterhalb des Titlis im Norden und den Fünffingerstöcken (2994 m ü. M.) im Süden entspringt, und vom südlich der Fünffingerstöcke fliessenden Steinwasser, das dem Steinsee unterhalb des Sustenpasses entspringt. Der Steinsee wiederum wird vom noch weiter südlich gelegenen Steingletscher gespeist, der halbmondförmig vom Sustenhorn (3502 m), dem Vorder Sustenlimihorn (3315 m), dem Rot Stock (3184 m) und dem Gwächtenhorn (3404 m) umrahmt wird.
Etwa 330 Personen leben in den Siedlungen im Gadmertal; die grösseren Orte von Osten nach Westen sind: Gadmen, Fuhren, Nessental, Hopflauenen und Wyler direkt oberhalb von Innertkirchen.

## Seitentäler
Wesentliches Seitental ist das nördlich gelegene, aber fast parallel laufende Gental, welches sich vom Gadmertal durch die Gadmerflüö abgrenzt und erst kurz vor Innertkirchen mit dem Gadmertal zusammenkommt und sein Gentalwasser ins Gadmerwasser einspeist. Zwischen Gadmen und Obere Fuhren führt die Luftseilbahn Tällibahn der Kraftwerke Oberhasli AG auf der Nordseite des Tals zur Bergstation (1714 m) unterhalb der Tällihütte (1726 m) in der Birchlaui direkt unterhalb des Tällistocks (2580 m).
Markant ist die in etwa der Mitte des Gadmertals durch das Triftwasser geschnittene, rechtwinklig vom Süden herkommende Triftschlucht. Am Anfang wird die Triftschlucht von der Triftbrücke überspannt, einer der längsten und höchsten von Fussgängern begehbaren Hängeseilbrücken der Alpen, welche die ungestörte Sicht auf den Triftsee (1652 m) und den dahinter liegenden Triftgletscher im Süden frei gibt. Die Triftbahn führt von der Schwendeli im Tal zur Bergstation Sunnige Trift (1390 m), von wo aus man zur Triftbrücke beim Triftsee und zur Windegghütte (1887 m), oder weiter zur Trifthütte (2520 m) noch weiter im Süden, oder über die Windegg und den Furtwangsattel (2568 m) im Westen nach Guttannen wieder ins Haslital gelangt.

## Hörbuch
- Fred Jaggi: Gadmertal – Gschicht u Gschichti, Zytglogge Verlag, Basel 2007.